# Ellis Hudson
Ellis Luke Hudson (sinh ngày 4 tháng 2 năm 1999) là một cầu thủ bóng đá người Anh thi đấu cho Florida Tech Panthers, ở vị trí tiền vệ cánh trái.

## Tuổi thơ và cuộc sống cá nhân
Sinh ra ở Bradford, Hudson học tại Trường Ngữ pháp Bingley.

## Sự nghiệp
Hudson gia nhập Bradford City lúc 8 tuổi. Anh có màn ra mắt ngày 30 tháng 8 năm 2016, trong trận đấu tại EFL Trophy trước U-23 Stoke. Anh chuyển sang thi đấu chuyên nghiệp vào tháng 9 năm 2016, kí hợp đồng 2 năm. Hudson gia nhập Harrogate Town theo dạng cho mượn vào tháng 11 năm 2017, cùng với đồng đội Lachlan Barr. Sau đó anh chuyển sang Guiseley theo dạng cho mượn vào tháng 3 năm 2018.
Anh được Bradford City đề nghị một bản hợp đồng mới cuối mùa giải 2017-18. Anh rời câu lạc bộ vào tháng 12 năm 2018 do thỏa thuận đôi bên.
Anh chuyển sang Hoa Kỳ và thi đấu cho Florida Tech Panthers.

## Thống kê sự nghiệp
Tính đến 19 tháng 12 năm 2018
| Câu lạc bộ            | Mùa giải                | Giải quốc nội           | Giải quốc nội | Giải quốc nội | Cúp FA  | Cúp FA    | League Cup | League Cup | Khác    | Khác      | Tổng    | Tổng      |
| Câu lạc bộ            | Mùa giải                | Hạng đấu                | Số trận       | Bàn thắng     | Số trận | Bàn thắng | Số trận    | Bàn thắng  | Số trận | Bàn thắng | Số trận | Bàn thắng |
| --------------------- | ----------------------- | ----------------------- | ------------- | ------------- | ------- | --------- | ---------- | ---------- | ------- | --------- | ------- | --------- |
| Bradford City         | 2016-17                 | League One              | 1             | 0             | 0       | 0         | 0          | 0          | 3       | 0         | 4       | 0         |
| Bradford City         | 2017-18                 | League One              | 0             | 0             | 0       | 0         | 0          | 0          | 2       | 0         | 2       | 0         |
| Bradford City         | 2018-19                 | League One              | 0             | 0             | 0       | 0         | 0          | 0          | 0       | 0         | 0       | 0         |
| Bradford City         | Tổng cộng Bradford City | Tổng cộng Bradford City | 1             | 0             | 0       | 0         | 0          | 0          | 5       | 0         | 6       | 0         |
| Harrogate Town (mượn) | 2017-18                 | National League North   | 2             | 0             | 0       | 0         | —          | —          | 1       | 0         | 3       | 0         |
| Guiseley (mượn)       | 2017-18                 | National League         | 2             | 1             | 0       | 0         | —          | —          | 0       | 0         | 2       | 1         |
| Tổng cộng sự nghiệp   | Tổng cộng sự nghiệp     | Tổng cộng sự nghiệp     | 5             | 1             | 0       | 0         | 0          | 0          | 6       | 0         | 11      | 1         |

1. 1 2  Số trận ở EFL Trophy
2. ↑  Số trận ở FA Trophy